# Spirotropis modiolus
Spirotropis modiolus é uma espécie de gastrópode do gênero Spirotropis, pertencente a família Drilliidae.